# Sinus Aestuum
Le Sinus Aestuum (latin : Golfe Torride), est une mare lunaire qui forme une extension nord-orientale de la Mare Insularum. Le Sinus Aestuum est situé à l'ouest de la Mare Vaporum, au nord  s'élève la chaîne des Montes Apenninus et les cratères Eratosthenes et Marco Polo et juste au-delà la Mare Imbrium. À l'ouest se trouve le cratère inondé Stadius. Plus loin, le long de la Mare Vaporum, se trouvent les cratères Sosigenes et Julius Caesar. 
Le Sinus Aestuum est une surface plane et presque sans relief avec un faible albédo constitué de lave basaltique, marquée par quelques petits impacts et des crêtes formant des rides. La frontière orientale est formée par une zone de terrain irrégulier qui sépare le Sinus Aestuum de la Mare Vaporum à l'est.
Son diamètre est de 290 kilomètres. 